# Министерство связи, энергетики и природных ресурсов Ирландии
Министерство связи, энергетики и природных ресурсов Ирландии отвечает за телекоммуникации и сектор вещания, а также регулирует, защищает и развивает природные ресурсы Республики Ирландия. Глава министерства — министр связи, энергетики и природных ресурсов, которому помогает один государственный министр.

## История
- Министерство рыбного хозяйства (1921—1930)
- Министерство земельных ресурсов и рыбного хозяйства (1930—1937)
- Министерство земельных ресурсов (1937—1977)
- Министерство рыбного хозяйства (1977—1978)
- Министерство рыбного хозяйства и лесного хозяйства (1978—1986)
- Министерство туризма, рыболовства и лесного хозяйства (1986—1987)
- Министерство морских (1987—1997)
- Министерство морских и природных ресурсов (1997—2002)
- Министерство связи, морских и природных ресурсов (2002—2007)
- Министерство связи, энергетики и природных ресурсов (2007 — настоящее время)

## Структура
Министерство связи, энергетики и природных ресурсов подразделяется на четыре отдела:
- вещания
- энергетики
- телекоммуникаций
- природных ресурсов

## Дочерние органы
- Комиссия по регулированию в энергетике
- Комиссия по вопросам регулирования связи
- Радиовещание Ирландии
- Агентство по развитию цифровых центров
- Национальный электронный научно-исследовательский центр
- Картографическая служба Ирландии
- Геологическая служба Ирландии
- Горный совет
- Агентство по устойчивой энергетике Ирландии
- Национальное агентство запасов нефти
- Центральный и региональные советы по рыболовству
- Совет по электроснабжению
- Ирландская национальная нефтегазовая корпорация